# Робърт Розентал
Вижте пояснителната страница за други личности с името Розентал.
Робърт Розентал (на немски: Robert Rosenthal) е американски професор по психология в университета в Калифорния, Ривърсайд. Неговите интереси включват самоизпълняващи се пророчества, които той е изследвал в добре познатото изследване на ефекта на Пигмалион: ефект на учителските очаквания към учениците.

## Биография
Розентал е роден в Гисен, Германия на 2 март 1933 и напуска Германия със семейството си на шест години. През 1956 е награден с докторска степен от Университета в Калифорния, Лос Анджелис. Започва своята кариера като клиничен психолог и после се премества в областта на социалната психология. От 1962 до 1999 учи в Харвард и става председател на департамента по психология през 1992 и Edgar Pierce Professor of Psychology през 1995. При пенсионирането си през 1992 напуска Харвард и заминава за Калифорния.